# Merchathal, Raichur
Merchathal là một làng thuộc tehsil Raichur, huyện Raichur, bang Karnataka, Ấn Độ.